# بخش کویته

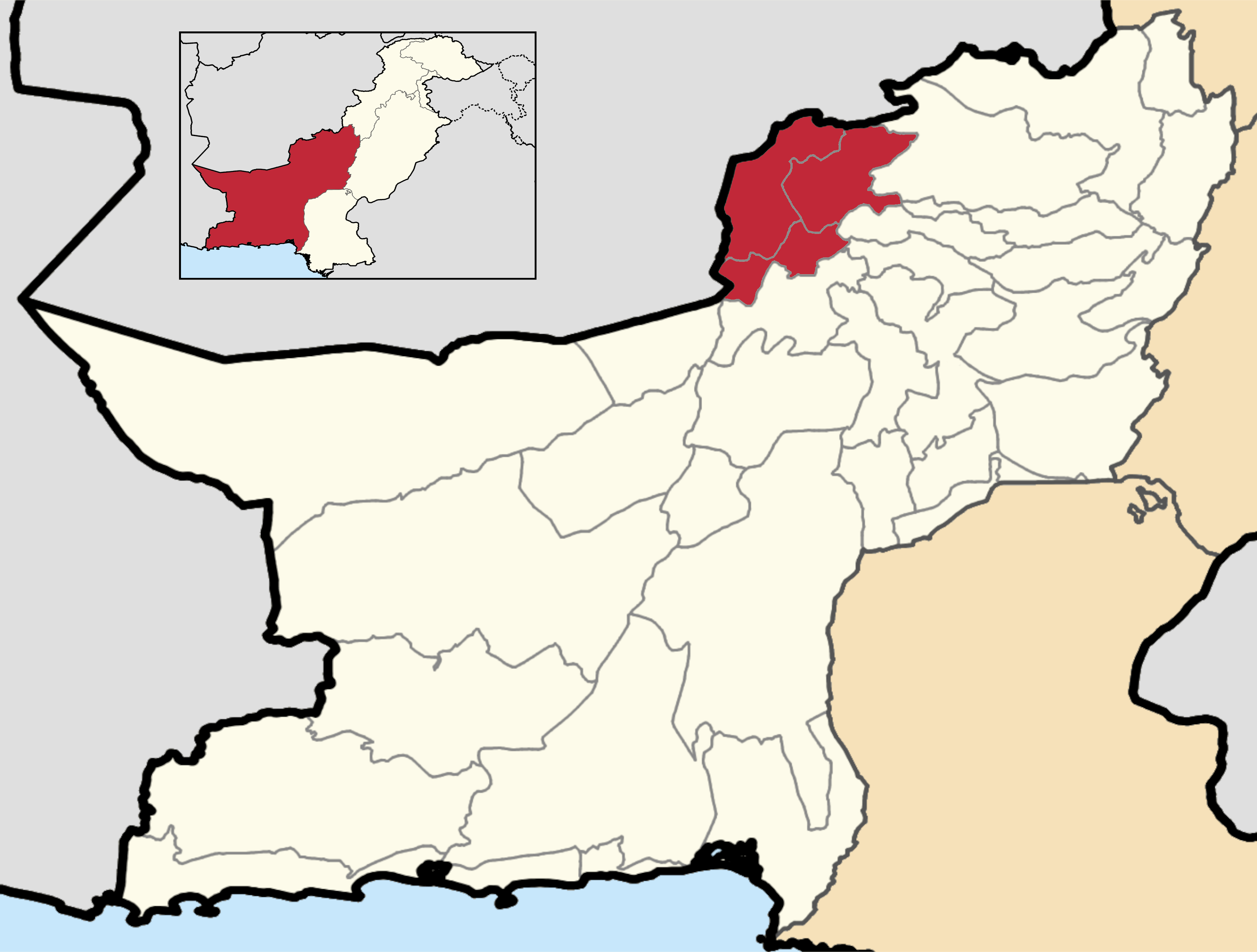
موقعیت جغرافیایی بخش کوټه در پاکستان

بخش کویته (انگلیسی: Quetta Division) یکی از بخش‌های بود در سال ۲۰۰۰ ساختار بخش در پاکستان حذف گردید. اما در سال ۲۰۰۸ مجدداً بازگردانده شد. ناحیه‌های آن عبارت بودند از:
- ناحیه قلعه عبدالله
- ناحیه پیشین
- ناحیه کویته
- ناحیه چمن